# Жёлтая пеструшка
Жёлтая пеструшка, или степная жёлтая пеструшка — мелкий (но значительно крупнее мыши) песчано-жёлтый зверёк семейства хомяковых.

## Внешний вид
Длина тела 105—210 мм, хвост короткий 11—23 мм, покрыт длинными волосами. Уши маленькие. Цвет однотонный — песчано-жёлтый, брюхо белёсое.
Кариотип жёлтой пеструшки состоит из 56 хромосом.

## Распространение
Редкий зверек с пульсирующим ареалом. Обитает в полупустынях Казахстана. Селится на глинистых, глинисто-щебенистых участках, а также солонцах.

## Образ жизни
Живёт в норах, в спячку не впадает. Питается различными травянистыми растениями и полукустарниками, а также изредка некоторыми беспозвоночными. Активны в первой половине дня.

## Природоохранный статус
Занесён в Красную книгу Казахстана, но меры по охране и увеличению численности не применялись.